# Balade Petrice Kerempuha
Balade Petrice Kerempuha (hrvaško Balade Petrice Kerempuha) so filozofsko poetično delo hrvaškega pisatelja Miroslava Krleže, nastalo v obliki tridesetih pesmi med decembrom 1935 in marcem 1936.
Delo obsega obdobje petih stoletij in se osredotoča na navadnega preroka Petrico Kerempuha, ki je vrsta hrvaškega Tilla Eulenspiegla. Napisana je v jeziku, ki temelji na kajkavskem narečju. Krleževa uporaba jezika je močno prepredena z arhaičnimi besedami latinskega, nemškega in madžarskega izvora, saj ima kajkavščina veliko latinskih, nemških in madžarskih izposojenk v primerjavi s standardno hrvaščino, ki ima veliko več izposojenih besed iz turščine. Ta razlika je očitna v delu, ki izhaja iz dveh jezikov, ki pripadata dvema različnima kulturnima krogoma: prvi v osrednji Evropi in drugi na Balkanu, ki je bil zgodovinsko nadzorovan z Osmanskim cesarstvom.
Krleža sicer ni pisal kajkavsko, ampak se je odločil, da bo za balade v ospredje postavil narečje. Literarni kritiki trdijo, da mu je uspelo pokazati, da se je – četudi se v njegovem času kajkavščina ni uporabljala na formalnih področjih življenja – bilo v njem še mogoče ustvariti delo velikega besednega izraza in da kajkavsko narečje ni bil manj vreden knjižni jezik.
Na splošno velja, da pesem velja za mojstrovino Krleževega literarnega opusa in hrvaške književnosti.
Balade so prevedene (večinoma le delno) v slovenski, italijanski, makedonski, madžarski, češki, francoski, ruski in arabski jezik. Celoten nemški prevod je bil objavljen leta 2016.